# 栗原圭介 (バレーボール)
栗原 圭介（くりはら けいすけ、1976年10月9日 - ）は、日本の元男子バレーボール選手。

## 来歴
ママさんバレーをしていた母親の影響で那珂川南中学1年よりバレーボールを始める。
法政大学を経て、1999年サントリーサンバーズに入部。チームの司令塔として活躍し、2006年には全日本代表に選出されている。2009年3月、コーチ兼選手として連続試合出場記録歴代1位（236試合）を更新した。
2010年、2009/10シーズン終了をもって現役を引退した。コーチはそのまま継続する。
2016/17シーズン終了をもってコーチを退任し、チームディレクターに就任した。
2023年、ゼネラルマネージャーに就任。

## 球歴
- 全日本代表 - 2006年
  - ワールドリーグ - 2006年

## 受賞歴
- 2009年 - Vリーグ栄誉賞（長期活躍選手）
- 2024年 - 2023-24 V.LEAGUE DIVISION1 MEN 優秀GM賞

## 所属チーム
- 九産大付九州産業高校
- 法政大学
- サントリーサンバーズ (1999-2010年)